# Huntingtown
Huntingtown és una concentració de població designada pel cens dels Estats Units a l'estat de Maryland. Segons el cens del 2000 tenia 2.436 habitants.

## Demografia
Segons el cens del 2000, Huntingtown tenia 2.436 habitants, 768 habitatges, i 668 famílies. La densitat de població era de 114,4 habitants/km².
Dels 768 habitatges en un 48,6% hi vivien nens de menys de 18 anys, en un 75,5% hi vivien parelles casades, en un 8,5% dones solteres, i en un 13% no eren unitats familiars. En el 10,3% dels habitatges hi vivien persones soles el 4,4% de les quals corresponia a persones de 65 anys o més que vivien soles. El nombre mitjà de persones vivint en cada habitatge era de 3,17 i el nombre mitjà de persones que vivien en cada família era de 3,42.
Per edats la població es repartia de la següent manera: un 32,1% tenia menys de 18 anys, un 5,2% entre 18 i 24, un 30,8% entre 25 i 44, un 24% de 45 a 60 i un 8% 65 anys o més.
L'edat mediana era de 36 anys. Per cada 100 dones de 18 o més anys hi havia 92 homes.
La renda mediana per habitatge era de 81.672 $ i la renda mediana per família de 85.907 $. Els homes tenien una renda mediana de 60.362 $ mentre que les dones 35.962 $. La renda per capita de la població era de 28.312 $. Entorn del 4,2% de les famílies i el 7,9% de la població estaven per davall del llindar de pobresa.

## Poblacions més properes
El següent diagrama mostra les poblacions més properes.